# Akuoma Omeoga
Akuoma Ugo Tracy Omeoga (Saint Paul, 22 giugno 1992) è una bobbista nigeriana.

## Biografia
Figlia di Angelina e Ikwuagwu Omeoga, nigeriani originari di Umuahia di etnia igbo trasferitisi negli Stati Uniti per studiare al college, frequentò l'Università del Minnesota, laureandosi in risorse umane e dedicandosi all'atletica leggera con la squadra dei Minnesota Golden Gophers. Nel 2016 si trasferì a Houston in Texas, dove incontrò la velocista nigeriana Seun Adigun, che le propose di fondare una squadra nazionale di bob della Nigeria. Dopo essersi allenate per due mesi spingendo un carrello di legno con ruote, nel gennaio 2017 a Park City, nello Utah, hanno effettuato la loro prima discesa su una vera pista di bob.
Ha gareggiato per la Nigeria ai Giochi olimpici invernali, insieme alla pilota Seun Adigun e dando il cambio all'altra frenatrice Ngozi Onwumere, classificandosi al 19º e ultimo posto della gara di bob a due donne alle Olimpiadi invernali di Pyeongchang 2018.